# Wilhelm Bernoulli

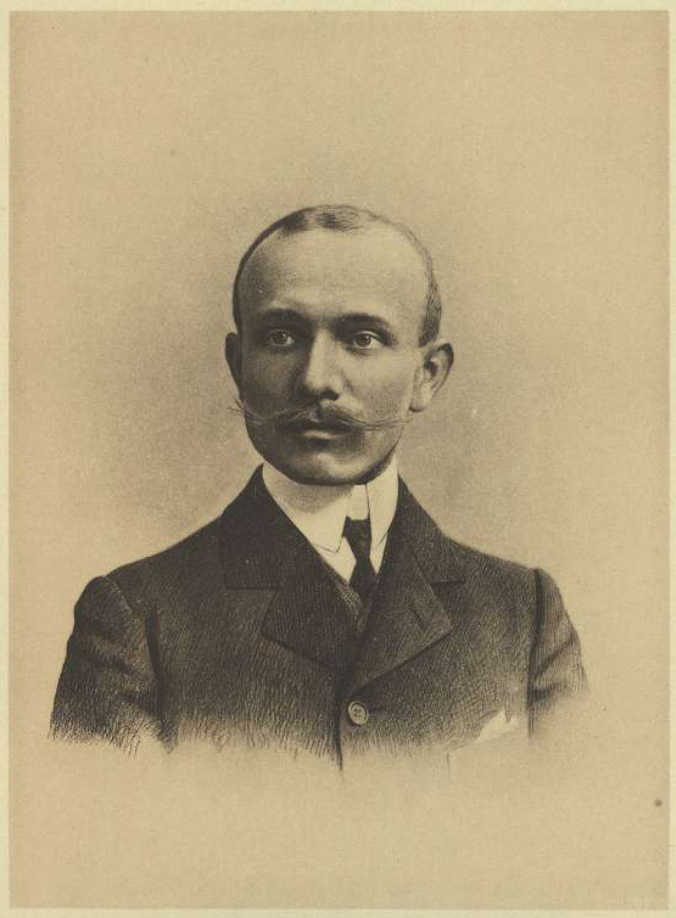
Wilhelm Bernoulli-Vischer, um 1900

Wilhelm Adolf Leonhard Bernoulli, auch Bernoulli-Vischer (* 1. September 1869 in Basel; † 2. März 1909 ebenda), war ein Schweizer Baumeister und Architekt des Jugendstils. Er entstammte der bekannten Basler Gelehrtenfamilie Bernoulli.

## Leben

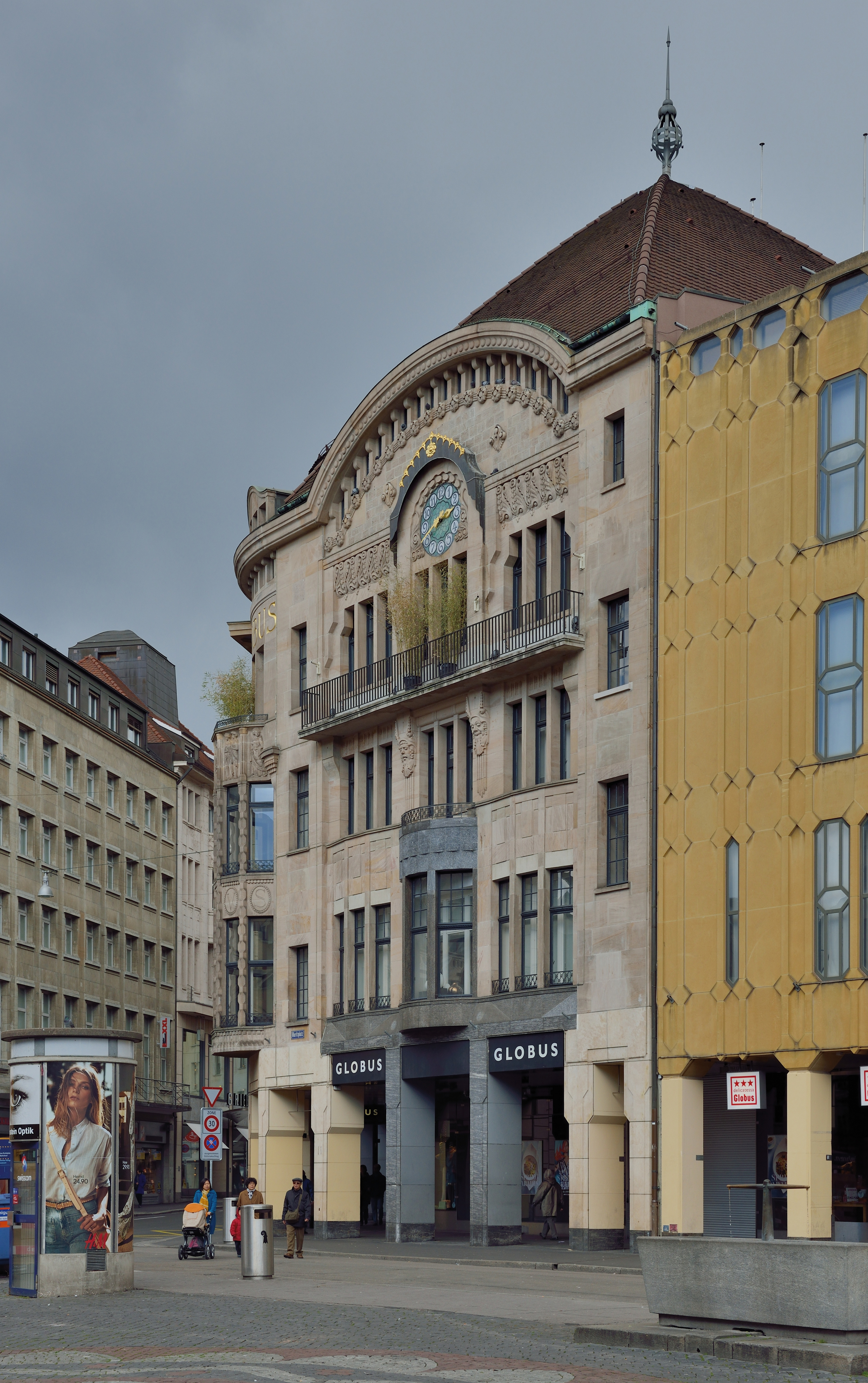
Kaufhaus «Globus» am Marktplatz (erbaut 1904)

Wilhelm Bernoulli wurde am 1. September 1869 in Basel als ältester Sohn des Grossrats und Kaufmanns Wilhelm Leonhard Bernoulli (1833–1919) und dessen Ehefrau Jeannette von der Tann (1846–1917) geboren. Zu seinen Vorfahren zählen viele Gelehrte, darunter der Mathematiker Johann II Bernoulli, ein Ur-Urgrossvater väterlicherseits. 
Nach dem Besuch des Gymnasiums absolvierte Bernoulli eine Maurerlehre bei dem Basler Bauunternehmer Rudolf Linder. Anschliessend studierte er Architektur an der Technischen Hochschule in Berlin-Charlottenburg und bei Friedrich von Thiersch an der Technischen Hochschule München. Nach Basel zurückgekehrt, übernahm er 1893 das Baugeschäft des Architekten Remigius Merian. Diese berufliche Tätigkeit unterbrach er bereits ein Jahr später, um nach Palästina und Jerusalem zu reisen und sich an Ausgrabungen in der antiken Stadt Palmyra in Syrien zu beteiligen.
Anschliessend war er als gefragter Baumeister und Architekt in seiner Heimatstadt tätig. Von 1895 bis 1906 betrieb er gemeinsam mit Alfred Romang die erfolgreiche Architektensozietät «Romang & Bernoulli», die unter anderem einen grossen Teil des Geländes zwischen Arnold-Böcklin-Strasse, Bundesstrasse, Steinenring und Paulusgasse überbaute. Nach den Plänen der beiden Schweizer Architekten entstand auch zwischen 1903 und 1906 der Südwestflügel des Grand Hotels Römerbad im südbadischen Kurort Badenweiler. Im Büro «Romang & Bernoulli» absolvierten auch andere Architekten eine Lehre, bevor sie ihr Studium aufnahmen, darunter Hans von der Mühll (1887–1953) und Hans Bernoulli (1876–1959), ein Grosscousin von Wilhelm Bernoulli. Im Jahr 1907 trennte sich Bernoulli von Alfred Romang und gründete mit dem Architekten Otto Wenk-Faber die Firma «Bernoulli-Wenk».

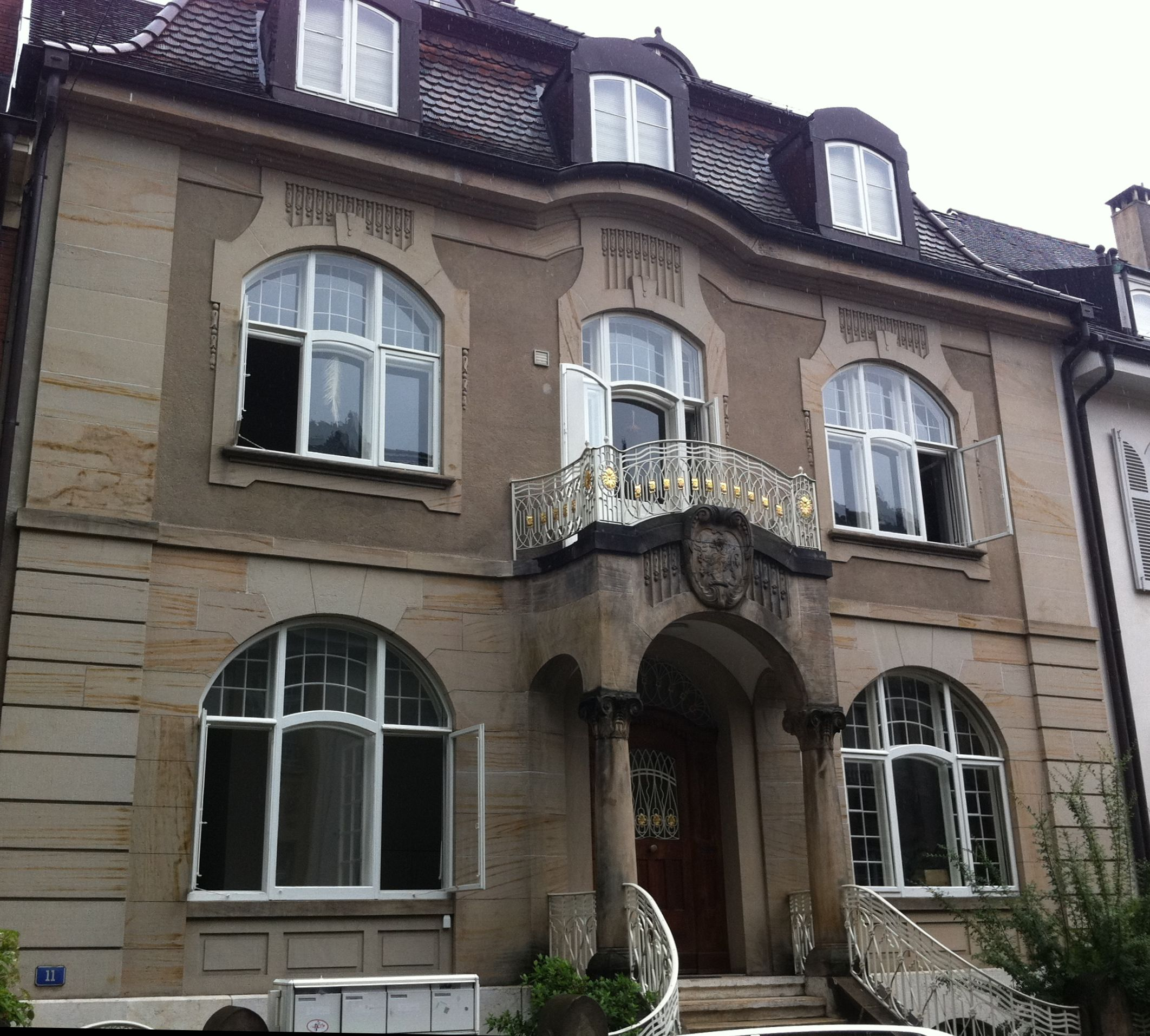
Bernoullis Wohnhaus in der Wartenbergstrasse 11

Bernoullis Wohnhaus in der Basler Wartenbergstrasse 11, das er in den Jahren 1903/1904 für seine wachsende Familie erstellte, steht heute als Kulturgut regionaler Bedeutung unter Schutz. Es handelt sich dabei um ein 12 m breites, zweigeschossiges Einfamilien-Reihenhaus mit 15 Zimmern, zentralem Treppenaufgang und Säulenportikus. Zu seinen bekannten Basler Bauten zählt das «Dreierhaus» in der Arnold-Böcklin-Strasse 38–42, das im Jahr 1908 entstand. Einer der Auftraggeber für dieses Dreifamilienhaus war der Maler Fritz Voellmy.
Zu Bernoullis letzten Werken im Jahr 1909 gehörte das grosse Eckhaus «Zur Laterne» an der Ecke Multergasse/Schmiedgasse in St. Gallen, das nach seinem Tode von Wendelin Heene nach den Entwürfen Bernoullis fertiggestellt wurde.
Wilhelm Bernoulli wurde nur 39 Jahre alt. Er starb nach kurzer Krankheit Anfang März 1909 in seiner Geburtsstadt Basel und fand seine letzte Ruhestätte auf dem Friedhof Wolfgottesacker. Sein Grabmal im Stil des Jugendstils ist erhalten und zählt dort zu den gestalterisch bedeutenden Grabstätten, auf die auf einer Informationstafel hingewiesen wird.

## Familie

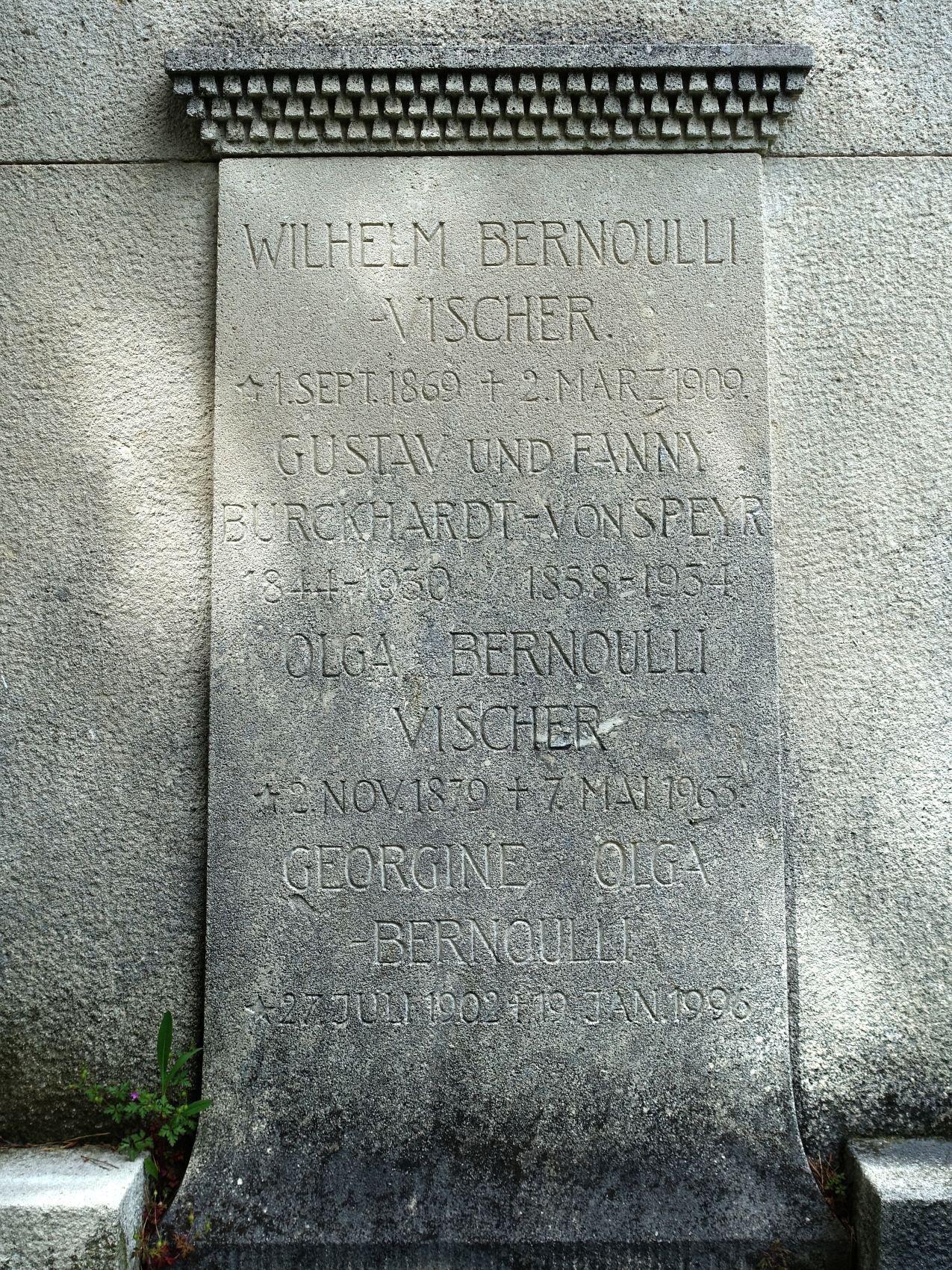
Familiengrab auf dem Wolfgottesacker in Basel.

Im Jahr 1901 heiratete Bernoulli Olga Vischer (* 2. November 1879; † 7. Mai 1963), die Tochter des Basler Fabrikanten Wilhelm Vischer (1850–1886). Aus dieser Ehe gingen die Tochter Georgine Olga (* 27. Juli 1902; † 19. Januar 1996) und der Sohn Wilhelm (* 1904) hervor, der Pfarrer und Missionar wurde. Von Georgine Bernoulli ist bekannt, dass sie sich von 1922 bis 1939 stark in der von ihrer Mutter gegründeten Hilfsorganisation «Schweizerbund» engagierte, die nach dem Ende des Ersten Weltkriegs jedes Jahr Tausende unterernährte deutsche Kinder in die Schweiz holte und versorgte.

## Bauten (Auswahl)
- 1900: Bundesstrasse 17–27
- 1903/04: Andlauerklinik am Petersgraben
- 1903/04: Peter Merian-Strasse 19/21
- 1903/04: Wartenbergstrasse 11 (eigenes Wohnhaus)
- 1904/05: Wartenbergstrasse 15
- 1903–1906: Südwestflügel Hotel Römerbad, Badenweiler
- 1906: Sanatorium «La Charmille» in Riehen[10]
- 1906: «Magazine zum Globus», Warenhaus am Marktplatz
- 1906–1908: Paulusgasse 8–16
- 1906: Bundesstrasse 15, 29
- 1907: Bundesstrasse 31
- 1907: Kindererholungsheim, Burggasse 34, Muttenz[11]
- 1908: Arnold Böcklin-Strasse 38–42 («Dreierhaus»)
- 1909: Geschäftshaus «Zum Tanz» an der Eisengasse
- 1909: Eckhaus «Zur Laterne», Ecke Multergasse/Schmiedgasse, St. Gallen